# John Allen Williams
John Allen „Jay“ Williams (* 20. Juni 1945) ist ein US-amerikanischer Politikwissenschaftler. Er ist Professor an der Loyola University Chicago.

## Leben
Williams studierte am Grinnell College (B.A. 1967) in Grinnell, Iowa und der University of Pennsylvania (M.A. 1968, Ph.D. 1976) in Philadelphia. Seine Doktorarbeit wurde durch Henry Teune betreut.
Von 1971 bis 1973 war er Instructor für Politikwissenschaft und Geschichte an der United States Naval Academy in Annapolis, Maryland und von 1975 bis 1977 Lecturer für Politikwissenschaft an der University of Philadelphia. 1976 war er Visiting Assistant Professor an der Temple University in Philadelphia, Pennsylvania. Von 1990 bis 1996 war er Chair des Department of Political Science an der Loyola University Chicago in Illinois; er ist Professor für Politikwissenschaft. 1994 war er Visiting Scholar am Department of Sociology der Northwestern University in Evanston, Illinois. Seine Forschungsschwerpunkte sind Zivil-Militärische Zusammenarbeit, internationale Sicherheitspolitik und amerikanische Außen- und Verteidigungspolitik.
Von 2003 bis 2013 war er Präsident des Inter-University Seminar on Armed Forces and Society in Chicago; außerdem war er ehemaliger Präsident der International Security and Arms Control Section der American Political Science Association. Derzeit ist er im Board of Directors des Pritzker Military Museum & Library und schreibt für verschiedene Fachzeitschriften.
Williams ist pensionierter Captain der United States Navy Reserve. So diente er u. a. auf der Columbus, an der United States Naval Academy, beim Joint Chiefs of Staff, beim Office of the Secretary of Defense, und am Naval War College.
Er ist verheiratet und Vater von zwei Kindern.

## Auszeichnungen
- 2013: Morris Janowitz Career Achievement Award, Inter-University Seminar on Armed Forces and Society

## Schriften (Auswahl)
- mit Sam C. Sarkesian (Hrsg.): The U.S. Army in a New Security Era. Lynne Rienner Publishers, Boulder 1990, ISBN 1-55587-191-7.
- mit Sam C. Sarkesian, Fred B. Bryant: Soldiers, Society, and National Security. Lynne Rienner Publishers, Boulder 1995, ISBN 1-555-87273-5.
- mit Robert A. Vitas (Hrsg.): U.S. National Security Policy and Strategy: Documents and Policy Proposals 1987–1994 (= Greenwood Reference Volumes on American Public Policy Formation). Greenwood Press, Westport 1996, ISBN 1-58826-856-X.
- mit Charles C. Moskos, David R. Segal (Hrsg.): The Postmodern Military. Armed Forces after the Cold War. Oxford University Press, New York 2000, ISBN 0-19-513329-3.
- mit Sam C. Sarkesian, Stephen J. Cimbala: U.S. National Security. Policymakers, Processes, and Politics. 4. Auflage, Lynne Rienner Publishers, London 2008, ISBN 978-1-58826-856-3.